# L'altra faccia della luna
L'altra faccia della luna è un album del cantautore italiano Amedeo Minghi, pubblicato nel 2002.

## Tracce
1. L'altra faccia della luna (di Paolo Audino-Stefano Borgia/A.Minghi)
2. Storia di un uomo solo (di P.Audino-S.Borgia/A.Minghi)
3. Cacciatore (di A.Minghi/A.Minghi)
4. Io e te (di P.Audino-S.Borgia/A.Minghi)
5. Pensiero di pace (di P.Audino-S.Borgia/A.Minghi)
6. Bella stella (la scia) (di P.Audino-S.Borgia/A.Minghi)
7. Com'eravamo negli anni fa (di P.Audino-S.Borgia/A.Minghi)
8. Le tue favole (di M.Baldi/A.Minghi)
9. Dedicata (di P.Audino-S.Borgia/A.Minghi)
10. La speranza (esperança) (di M.Barbosa-N.Bernardes-Luigi Schiavone/A.Minghi)

## Classifiche
| Paese  | Posizione raggiunta |
| ------ | ------------------- |
| Italia | 32                  |